# العلاقات الأرجنتينية البنمية
العلاقات الأرجنتينية البنمية هي العلاقات الثنائية التي تجمع بين الأرجنتين وبنما.

## مقارنة بين البلدين
هذه مقارنة عامة ومرجعية للدولتين:
| وجه المقارنة                                              | الأرجنتين                                               | بنما                      |
| --------------------------------------------------------- | ------------------------------------------------------- | ------------------------- |
| المساحة (كم2)                                             | 2.78 مليون                                              | 74.18 ألف                 |
| عدد السكان (نسمة)                                         | 44.27 مليون                                             | 4.10 مليون                |
| الكثافة السكانية (ن./كم²)                                 | 15.92                                                   | 55.27                     |
| العاصمة                                                   | بوينس آيرس                                              | بنما                      |
| اللغة الرسمية                                             | اللغة الإسبانية                                         | اللغة الإسبانية           |
| العملة                                                    | البيزو الأرجنتيني 1983 ‏، بيزو أرجنتيني، أسترال أرجنتيني | بالبوا بنمي، دولار أمريكي |
| الناتج المحلي الإجمالي (بليون دولار)                      | 637.59 مليار                                            | 61.84 مليار               |
| الناتج المحلي الإجمالي (تعادل القوة الشرائية) بليون دولار | 883.02 مليار                                            | 87.37 مليار               |
| الناتج المحلي الإجمالي الاسمي للفرد دولار أمريكي          | 13.43 ألف                                               | 13.27 ألف                 |
| الناتج المحلي الإجمالي للفرد دولار أمريكي                 |                                                         | 20.89 ألف                 |
| مؤشر التنمية البشرية                                      | 0.827                                                   | 0.780                     |
| رمز المكالمات الدولي                                      | +54                                                     | +507                      |
| رمز الإنترنت                                              | .ar                                                     | .pa                       |
| المنطقة الزمنية                                           | 00                                                      | 00                        |

## مدن متوأمة
في ما يلي قائمة باتفاقيات التوأمة بين مدن أرجنتينية وبنمية:
- ترتبط ريو غراندي، تييرا ديل فويغو مع كولون (بنما) باتفاقية توأمة.

## منظمات دولية مشتركة
يشترك البلدان في عضوية مجموعة من المنظمات الدولية، منها:
| علم المنظمة | اسم المنظمة                                                          | تاريخ انضمام الأرجنتين | تاريخ انضمام بنما |
| ----------- | -------------------------------------------------------------------- | ---------------------- | ----------------- |
|             | مؤسسة التنمية الدولية                                                | 3 أغسطس 1962           | 1 سبتمبر 1961     |
|             | منظمة التجارة العالمية                                               | ?                      | ?                 |
|             | مؤسسة التمويل الدولية                                                | 13 أكتوبر 1959         | 20 يوليو 1956     |
|             | منظمة حظر الأسلحة الكيميائية                                         | ?                      | ?                 |
|             | الأمم المتحدة                                                        | 24 أكتوبر 1945         | 13 نوفمبر 1945    |
|             | الاتحاد الدولي للاتصالات                                             | 1889                   | 14 يوليو 1914     |
|             | بنك أمريكا الوسطى للتكامل الاقتصادي ‏                                 | ?                      | ?                 |
|             | البنك الدولي للإنشاء والتعمير                                        | 20 سبتمبر 1956         | 14 مارس 1946      |
|             | منظمة الشرطة الجنائية الدولية                                        | ?                      | ?                 |
|             | المركز الدولي لتسوية المنازعات الاستشارية                            | 18 نوفمبر 1994         | 8 مايو 1996       |
|             | وكالة ضمان الاستثمار متعدد الأطراف                                   | 11 فبراير 1992         | 21 فبراير 1997    |
|             | الاتحاد البريدي العالمي                                              | ?                      | ?                 |
|             | وكالة حظر الأسلحة النووية في أمريكا اللاتينية ومنطقة البحر الكاريبي ‏ | ?                      | ?                 |
|             | يونسكو                                                               | 15 سبتمبر 1948         | 10 يناير 1950     |
|             | الفريق المعني برصد الأرض                                             | ?                      | ?                 |

## وصلات خارجية
- موقع وزارة الخارجية الأرجنتينية
- موقع وزارة الخارجية البنمية